# Kinney (Minnesota)
Kinney es una ciudad ubicada en el condado de St. Louis en el estado estadounidense de Minnesota. En el Censo de 2010 tenía una población de 169 habitantes y una densidad poblacional de 13,5 personas por km².

## Geografía
Kinney se encuentra ubicada en las coordenadas 47°30′59″N 92°43′10″O / 47.51639, -92.71944. Según la Oficina del Censo de los Estados Unidos, Kinney tiene una superficie total de 12.52 km², de la cual 11.97 km² corresponden a tierra firme y (4.39%) 0.55 km² es agua.

## Demografía
Según el censo de 2010, había 169 personas residiendo en Kinney. La densidad de población era de 13,5 hab./km². De los 169 habitantes, Kinney estaba compuesto por el 97.63% blancos, el 0% eran afroamericanos, el 1.18% eran amerindios, el 0% eran asiáticos, el 0% eran isleños del Pacífico, el 0% eran de otras razas y el 1.18% pertenecían a dos o más razas. Del total de la población el 0% eran hispanos o latinos de cualquier raza.